# Clube de Futebol União
Clube de Futebol União, comunemente noto come União da Madeira, è stata una società calcistica portoghese di Funchal, Madeira. Il club fu fondato il 1º novembre 1913, essendo così uno dei club di calcio più antichi del Portogallo. Il terreno di casa del club era l'Estádio do Centro Desportivo da Madeira, che si trova a Ribeira Brava, a circa 20 minuti di auto dalla capitale Funchal.
Il club viene promosso in Primeira Liga dopo 20 anni di assenza nel 2015, con una vittoria in trasferta per 3-0 in casa dell'Oriental de Lisboa. I giocatori all'arrivo all'aeroporto di Santa Cruz a Madeira sono stati circondati da fan e automaticamente diventati degli eroi. Feste e una parata dell'esercito al momento dell'arrivo per il piccolo paese di Madeira. L'União da Madeira ha giocato nella Primeira Liga in cinque occasioni, nel 1989-1990 e 1991-1992 e le stagioni 1993-94 e 1994-95. Come club sportivo, l'União da Madeira aveva reparti sportivi per pallacanestro, scherma, calcio, pallamano, hockey, Rugby e volley. L'União da Madeira ha avuto come sponsor il produttore di abbigliamento sportivo italiano Macron.

## Storia
Il club è stato fondato il 1º novembre 1913, inizialmente come União Futebol Clube, tra gli altri dai fondatori, César da Silva, João Fernandes Rosa, Alexandre Vasconcelos, José Anastácio do Nascimento e José Fernandes. I membri fondatori poco dopo la sua istituzione hanno deciso di cambiare il nome del club in Clube de Futebol União.
Poco dopo, Ângelo Olim Marote è stato nominato primo presidente del club. Qualche anno più tardi, il club diviene un membro fondatore della Madeira Football Association, così come le squadre nell'annuale AF Madeira Cup.

## Allenatori
- Victor Stansel (1927–28)
- Niculau Rodriguez (1940–41)
- Medina (1950–51)
- Ruperto Garcia (1958–59)
- Serafim Neves (1961–62)
- Lourenço (1973–74)
- Quim Teixeira (1974–75)
- Rosário (1977–78)
- Fernando Casaca (1980–82)
- Miguel Diogo (1982–83)
- Alexander Horváth (1984–85)
- Mário Morais (1985)
- Mourinho Félix (1985–86)
- Carlos Cardoso (1986–87)
- Rui Mâncio (1987–93)
- Ernesto Paulo (1993–97)
- Vítor Urbano (1997–98)
- Jorge Jesus (1998)
- Fernando Festas (1998–99)
- Rui Mâncio (1999)
- Eduardo Luís (1999)
- Manuel Balela (1999–00)
- Vítor Urbano (2000–01)
- Manuel Balela (2001–02)
- Horácio Gonçalves (2002–03)

- Vitor Manuel (2003–04)
- Bruno Cardoso (2004)
- Ernesto Paulo (2004–06)
- José Rachão (2006)
- Bruno Cardoso (2006–07)
- Carlos Condeço (2007–08)
- Edson Porto (2008–09)
- Daniel Quintal (2009–10)
- Daniel Ramos (2010–11)
- João Abel (2011)
- Predrag Jokanović (2011–2013)
- Robin Weller (2013-2014)
- Vítor Oliveira (2014–2015)
- Norton de Matos (2015-)
- Norton de Matos  (2015–16)
- Filó (2016)
- José Viterbo (2017)
- Jorge Casquilha (2017)
- Paulo Alves (2017)
- José Viterbo (2017–18)
- Ricardo Chéu (2018)
- Nuno Pinto Gomes (2018–19)
- Marco Camacho (2019)
- Fábio Pereira (2019–)

## Calciatori
Alcuni ex giocatori famosi sono:
- Adriano
- António Caldas
- Carlos Jorge
- Chico Silva
- Jorge Ferreira
- Hugo Morais
- Marco Paiva
- Miguel Fidalgo
- Paulo Teixeira
- Pedro Franco
- Pedro Rios
- Rúben Micael
- Rui Borges
- Tozé Marreco
- Vítor Valente
- Samir Amirèche
- Toni Lima
- Marco Abreu
- Fernando Ávalos
- Brian Fuentes
- Walter Otta
- Ismet Štilić
- David

- Hermes
- Leonardo Neto
- Marco Aurélio
- Serginho
- Zé Carlos
- Valentin Ignatov
- Hernâni Borges
- Hólger Quiñónez
- Khalid Chalqi
- Lukács Tihamér
- Josephus Yenay
- Žarko Tomašević
- Shalimar Jones
- Ludgério Silva
- Aleksandar Šarić
- Danilo Belić
- Goran Stevanović
- Jovo Bosančić
- Nikola Jokišić
- Predrag Jokanović
- Zeljko Gavrilović
- Justo Ruiz
- Miguel Mora

## Statistiche e record
| Stagione | Div. | Pos. | Pl. | V  | P  | S  | GF | GS | P  | Coppa   | Coppa di Lega | Notes      |
| -------- | ---- | ---- | --- | -- | -- | -- | -- | -- | -- | ------- | ------------- | ---------- |
| 1989–90  | 1D   | 16   | 34  | 5  | 14 | 15 | 24 | 45 | 24 | Turno 6 |               |            |
| 1990–91  | 1D   | 12   | 38  | 9  | 15 | 14 | 30 | 51 | 33 | Turno 5 |               |            |
| 1991–92  | 1D   | 18   | 34  | 9  | 6  | 19 | 30 | 58 | 24 | Turno 5 |               | Retrocesso |
| 1992–93  | 2H   | 2    | 34  | 18 | 11 | 5  | 60 | 34 | 47 | Turno 5 |               | Promosso   |
| 1993–94  | 1D   | 12   | 34  | 11 | 9  | 14 | 36 | 42 | 31 | Turno 5 |               |            |
| 1994–95  | 1D   | 16   | 34  | 7  | 10 | 17 | 30 | 54 | 24 | Turno 4 |               | Retrocesso |
| 1995–96  | 2H   | 7    | 34  | 14 | 9  | 11 | 43 | 37 | 51 | Turno 4 |               |            |
| 1996–97  | 2H   | 11   | 34  | 11 | 10 | 13 | 40 | 45 | 43 | Turno 5 |               |            |
| 1997–98  | 2H   | 12   | 34  | 11 | 8  | 15 | 36 | 48 | 41 | Turno 3 |               |            |
| 1998–99  | 2H   | 17   | 34  | 8  | 9  | 17 | 34 | 50 | 33 | Turno 3 |               | Retrocesso |
| 1999–00  | 2DS  | 3    | 38  | 21 | 9  | 8  | 65 | 37 | 72 | Turno 4 |               |            |
| 2000–01  | 2DS  | 2    | 38  | 18 | 9  | 11 | 46 | 37 | 63 | Turno 2 |               |            |
| 2001–02  | 2DS  | 1    | 38  | 24 | 9  | 5  | 69 | 24 | 81 | Turno 3 |               | Promosso   |
| 2002–03  | 2H   | 15   | 34  | 10 | 10 | 14 | 31 | 18 | 40 | Turno 4 |               |            |
| 2003–04  | 2H   | 18   | 34  | 4  | 15 | 15 | 39 | 53 | 27 | Turno 4 |               | Retrocesso |
| 2004–05  | 2DS  | 3    | 38  | 18 | 9  | 11 | 46 | 37 | 63 | Turno 3 |               |            |
| 2005–06  | 2DS  | 2    | 26  | 13 | 6  | 7  | 45 | 22 | 45 | Turno 2 |               |            |
| 2006–07  | 2DS  | 1    | 26  | 17 | 3  | 6  | 53 | 21 | 54 | Turno 4 |               | *          |
| 2007–08  | 2DS  | 1    | 26  | 15 | 6  | 5  | 43 | 17 | 51 | Turno 2 |               | *          |
| 2008–09  | 2DS  | 2    | 22  | 14 | 5  | 3  | 38 | 15 | 47 | Turno 4 |               |            |
| 2009–10  | 2DS  | 1    | 30  | 23 | 5  | 2  | 70 | 25 | 74 | Turno 4 |               | *          |
| 2010–11  | 2DS  | 1    | 30  | 20 | 7  | 3  | 53 | 18 | 67 | Turno 5 |               | Promosso   |
| 2011–12  | 2H   | 10   | 30  | 9  | 10 | 11 | 35 | 40 | 37 | Turno 2 | Turno 2       |            |
| 2012–13  | 2H   | 10   | 42  | 13 | 17 | 12 | 47 | 46 | 56 | Turno 3 | Turno 2       |            |
| 2013–14  | 2H   | 13   | 42  | 14 | 10 | 18 | 50 | 46 | 52 | Turno 2 | Turno 1       |            |
| 2014–15  | 2H   | 2    | 46  | 22 | 14 | 10 | 69 | 39 | 80 | Turno 2 | Turno 3       | Promosso   |

- Raggiunti i playoff.

Pos. = Posizione; Pl = Incontri giocati; V = Vittoria; P = Pareggio; S = Sconfitta; GF = Goal Fatti; GS = Goal Subiti; P = Punti

## Palmarès

### Competizioni nazionali
- Segunda Liga: 3

1988–1989, 2001–2002, 2010–2011

### Competizioni locali
- AF Madeira Championship: 16
  - 1920–21, 1927–28, 1931–32, 1933–34, 1937–38, 1956–57, 1958–59, 1959–60, 1960–61, 1961–62, 1962–63, 1963–64, 1964–65, 1973–74, 1977–78, 1979–80

- AF Madeira Cup: 17
  - 1945–46, 1956–57, 1957–58, 1960–61, 1961–62, 1962–63, 1963–64, 1964–65, 1982–83, 1983–84, 1986–87, 1987–88, 1988–89, 1992–93, 1994–95, 2002–03, 2004–05

### Altri piazzamenti
- Segunda Liga:

Secondo posto: 1992-1993, 2014-2015
Terzo posto: 2016-2017

## Rosa 2017-2018
| N. |                           | Ruolo | Calciatore             |
| -- | ------------------------- | ----- | ---------------------- |
| 1  | Portogallo (bandiera)     | P     | Chastre                |
| 3  | Brasile (bandiera)        | D     | Allef Nunes            |
| 5  | Portogallo (bandiera)     | D     | Mica Pinto             |
| 6  | Burundi (bandiera)        | C     | Christophe Nduwarugira |
| 7  | Brasile (bandiera)        | C     | Danilo Dias            |
| 8  | Senegal (bandiera)        | C     | Pathé Ciss             |
| 9  | Portogallo (bandiera)     | A     | Flávio Silva           |
| 10 | Portogallo (bandiera)     | C     | Mica                   |
| 11 | Portogallo (bandiera)     | A     | Betinho                |
| 13 | Senegal (bandiera)        | D     | Alhassane Sylla        |
| 15 | Costa d'Avorio (bandiera) | D     | Bosson Romaric         |
| 16 | Brasile (bandiera)        | A     | Renato Matos           |
| 17 | Capo Verde (bandiera)     | C     | Júnior                 |
| 19 | Senegal (bandiera)        | C     | Nestor Mendy           |

| N. |                          | Ruolo | Calciatore         |
| -- | ------------------------ | ----- | ------------------ |
| 20 | Portogallo (bandiera)    | D     | Tiago Moreira      |
| 23 | Portogallo (bandiera)    | C     | Marakis            |
| 25 | Brasile (bandiera)       | P     | Toni               |
| 26 | Corea del Sud (bandiera) | D     | Ham Hwi-jin        |
| 28 | Senegal (bandiera)       | C     | Sidy Sagna         |
| 29 | Martinica (bandiera)     | C     | Geoffrey Malfleury |
| 33 | Portogallo (bandiera)    | D     | Paulo Vasconcelos  |
| 57 | Brasile (bandiera)       | C     | Ryan               |
| 72 | Brasile (bandiera)       | A     | Rodrigo Henrique   |
| 86 | Portogallo (bandiera)    | C     | Gonçalo Abreu      |
| 91 | Portogallo (bandiera)    | A     | Luan Santos        |
| 93 | Brasile (bandiera)       | D     | Laércio            |
|    | Brasile (bandiera)       | D     | Rafael Donato      |
|    | Portogallo (bandiera)    | P     | Mário Pellicer     |

## Rosa 2016-2017
| N. |                       | Ruolo | Calciatore       |
| -- | --------------------- | ----- | ---------------- |
| 1  | Portogallo (bandiera) | P     | Chastre          |
| 3  | Brasile (bandiera)    | C     | Soares           |
| 5  | Portogallo (bandiera) | D     | Tiago Ferreira   |
| 6  | Portogallo (bandiera) | D     | Rúben Lima       |
| 8  | Portogallo (bandiera) | D     | Carlos Manuel    |
| 9  | Portogallo (bandiera) | A     | Rafael Porcellis |
| 10 | Venezuela (bandiera)  | C     | Breitner         |
| 12 | Ghana (bandiera)      | A     | Kwame Nsor       |
| 13 | Mozambico (bandiera)  | P     | Ricardo Campos   |
| 16 | Capo Verde (bandiera) | D     | Nilson           |
| 19 | Portogallo (bandiera) | C     | Nuno Viveiros    |
| 20 | Portogallo (bandiera) | D     | Tiago Moreira    |
| 21 | Angola (bandiera)     | D     | Genséric Kusunga |
| 24 | Portogallo (bandiera) | D     | Luis Tinoco      |

| N. |                         | Ruolo | Calciatore       |
| -- | ----------------------- | ----- | ---------------- |
| 25 | Brasile (bandiera)      | P     | Toni             |
| 28 | Brasile (bandiera)      | C     | Marco Túlio      |
| 30 | Portogallo (bandiera)   | D     | Jaime Simões     |
| 34 | Burkina Faso (bandiera) | P     | João Caminata    |
| 40 | Brasile (bandiera)      | D     | Nilson           |
| 57 | Brasile (bandiera)      | C     | Ryan             |
| 72 | Brasile (bandiera)      | A     | Rodrigo Henrique |
| 77 | Portogallo (bandiera)   | C     | Mica             |
| 80 | Portogallo (bandiera)   | C     | Rafael Barbosa   |
| 88 | Brasile (bandiera)      | C     | Gian             |
|    | Brasile (bandiera)      | C     | Luís Carlos      |
|    | Portogallo (bandiera)   | A     | Flávio Silva     |
|    | Nigeria (bandiera)      | C     | Usman Mohammed   |

## Rosa 2015-2016
| N. |                       | Ruolo | Calciatore      |
| -- | --------------------- | ----- | --------------- |
| 1  | Mozambico (bandiera)  | P     | Ricardo Campos  |
| 2  | Portogallo (bandiera) | D     | Paulinho        |
| 3  | Brasile (bandiera)    | C     | Soares          |
| 5  | Portogallo (bandiera) | D     | Joãozinho       |
| 6  | Portogallo (bandiera) | D     | Tiago Ferreira  |
| 7  | Portogallo (bandiera) | C     | Rúben Andrade   |
| 8  | Portogallo (bandiera) | D     | Carlos Manuel   |
| 9  | Portogallo (bandiera) | A     | Miguel Fidalgo  |
| 10 | Venezuela (bandiera)  | C     | Breitner        |
| 12 | Portogallo (bandiera) | P     | Rafa Alves      |
| 14 | Nigeria (bandiera)    | C     | Shehu Abdullahi |
| 15 | Brasile (bandiera)    | A     | Danilo Dias     |
| 16 | Capo Verde (bandiera) | D     | Nilson          |
| 17 | Portogallo (bandiera) | C     | Diogo Firmino   |

| N. |                       | Ruolo | Calciatore     |
| -- | --------------------- | ----- | -------------- |
| 18 | Venezuela (bandiera)  | A     | Jhonder Cádiz  |
| 20 | Portogallo (bandiera) | A     | Toni Silva     |
| 22 | Portogallo (bandiera) | C     | Filipe Chaby   |
| 23 | Brasile (bandiera)    | A     | Amilton        |
| 25 | Venezuela (bandiera)  | P     | Renny Vega     |
| 27 | Venezuela (bandiera)  | A     | Edder Farías   |
| 29 | Portogallo (bandiera) | A     | Élio Martins   |
| 37 | Portogallo (bandiera) | D     | Paulo Monteiro |
| 44 | Brasile (bandiera)    | D     | Diego Galo     |
| 77 | Brasile (bandiera)    | C     | Wanderson      |
| 88 | Brasile (bandiera)    | C     | Gian           |
| 90 | Capo Verde (bandiera) | A     | Kisley         |
| 95 | Portogallo (bandiera) | P     | André Moreira  |

## Rosa 2014-2015
| N. |                       | Ruolo | Calciatore     |
| -- | --------------------- | ----- | -------------- |
| 1  | Mozambico (bandiera)  | P     | Ricardo Campos |
| 3  | Brasile (bandiera)    | C     | Soares         |
| 4  | Mozambico (bandiera)  | C     | Naftal Manjate |
| 5  | Portogallo (bandiera) | D     | Diogo Coelho   |
| 7  | Portogallo (bandiera) | C     | Rúben Andrade  |
| 8  | Venezuela (bandiera)  | D     | Carlos Manuel  |
| 9  | Portogallo (bandiera) | A     | Miguel Fidalgo |
| 12 | Francia (bandiera)    | A     | Frédéric Mendy |
| 16 | Mozambico (bandiera)  | D     | Edson Almeida  |
| 17 | Portogallo (bandiera) | A     | Diogo Firmino  |
| 18 | Ghana (bandiera)      | A     | Barnes Osei    |
| 20 | Portogallo (bandiera) | D     | Roberto        |
| 21 | Portogallo (bandiera) | P     | Rafael Alves   |
| 22 | Portogallo (bandiera) | C     | Filipe Chaby   |

| N. |                           | Ruolo | Calciatore              |
| -- | ------------------------- | ----- | ----------------------- |
| 23 | Portogallo (bandiera)     | D     | Chico                   |
| 25 | Brasile (bandiera)        | C     | Wanderson               |
| 27 | Costa d'Avorio (bandiera) | A     | Rodolph Niamien Amessan |
| 28 | Mozambico (bandiera)      | C     | Zé Luís                 |
| 29 | Portogallo (bandiera)     | A     | Élio Martins            |
| 30 | Algeria (bandiera)        | D     | Kiko Zarabi             |
| 33 | Brasile (bandiera)        | D     | André Vinicius          |
| 47 | Burkina Faso (bandiera)   | D     | Stéphane                |
| 77 | Brasile (bandiera)        | A     | Talles                  |
| 90 | Capo Verde (bandiera)     | A     | Kisley                  |
| 94 | Brasile (bandiera)        | C     | Ayrton                  |
| -  | Bolivia (bandiera)        | C     | Erick Iragua            |
| -  | Ucraina (bandiera)        | P     | Oleksiy Shlyakotin      |
| -  | Venezuela (bandiera)      | A     | Jhonder Cádiz           |